# خوسيه رامون كانتيرا ألفيرا
خوسيه رامون كانتيرا ألفيرا (بالإسبانية: Jose Ramon Cantero Elvira)‏ (مواليد 6 أغسطس 1993) هو سبّاح إسباني، مثّل بلاده في الألعاب البارالمبية الصيفية 2012.

## روابط خارجية
خوسيه رامون كانتيرا ألفيرا على موقع اللجنة البارالمبية الإسبانية (الإسبانية)